# Ланське
Озеро Ла́нське або Ла́ньське (пол. Łańskie) — озеро в Польщі, у Вармінсько-Мазурському воєводстві, Ольштинському повіті, в ґміні Ставіґуда, неподалік містечка Ланськ.

## Найголовніші дані
Озеро має різноманітну берегову лінію і кілька островів. Найбільшим з них є Стодулка (пол. Stodółka) — площа якого дорівнює 0,05 км². Також є півострів — Лалка, довжина якого приблизно —  1,3 км. На ньому існує курорт. 

### Розміри
Площа поверхневих вод за різними даними становить від 10,423 км², до 10,7 км². Озеро розташоване на висоті 134,7 м або 134,9 м. Середня глибина озера становить 16 м, водночас максимальна глибина 53 м.

### Річки
В озеро впадає річка Лина.

### Рослинність
Ліси на східному узбережжі охороняються природним заповідником «Ліс Вармінський» (Las Warmiński).

### Якість води
На підставі досліджень, проведених в 2003 році, води озера Ланське віднесені до другому класу води.

### Назва озера
Згідно з офіційним переписом «Комісії Найменуваннях Місць і Фізико-Географічних Об'єктів» (KNMiOF) назва цього озера — Озеро  Ланське (Łańskie). Але в різних публікаціях, зустрічаються й інші назви, такі як: Łańsk або Łojsk.